# 大秦

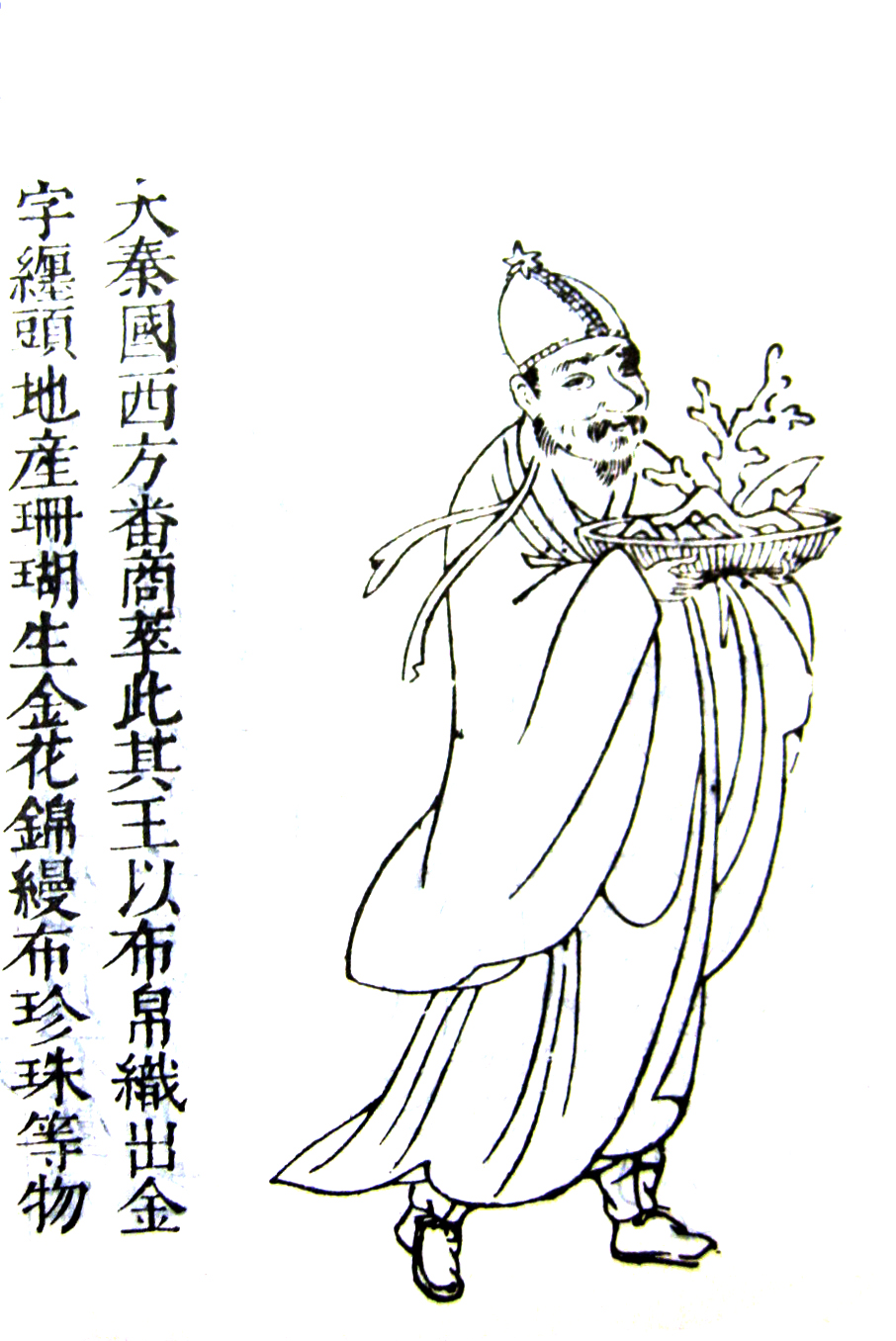
明代类书《三才圖會》所想象的大秦國人相貌

大秦是中國古代對羅馬帝國，尤其是其所统治的近东地区（如叙利亚等）的稱呼。歷史學家約翰·福斯特即將之界定為「……羅馬帝國，或其僅被中國所知之部分，敘利亞。」但也有另外的说法，即“大秦多地论”。

## 早期记录
隨著公元前2世紀絲綢之路的開通，東西方文明间的交流得以加速，当时的中国（东汉）已经大概知道贸易路线上的终点有一个主要国家（罗马帝国）。时人认为这个国家就和中國多有类似之处，《后汉书》称“其人民皆長大平正，有類中國”，因此把它命名為“大秦”。
中国史书中对大秦的主要记录来自《後漢書·西域傳》：
大秦国，一名犁鞬；以在海西，亦云海西国。地方数千里，有四百余城；小国役属者数十。以石为城郭。列置邮亭，皆垩塈之。有松柏诸木百草。人俗力田作，多种树蚕桑。皆髡头而衣文绣，乘辎軿白盖小车，出入击鼓，建旌旗幡帜。
所居城邑，周圜百余里，城中有五宫，相去各十里。宫室皆以水精为柱，食器亦然。其王日游一宫，听事五日而后遍。常使一人持囊随王车，人有言事者，即以书投囊中，王室宫发省，理其枉直。各有官曹文书。置三十六将，皆会议国事。其王无有常人，皆简立贤者。国中灾异及风雨不时，辄废而更立，受放者甘黜不怨。其人民皆长大平正，有类中国，故谓之大秦。

......以金银为钱，银钱十当金钱一。与安息、天竺交市于海中，利有十倍。其人质直，市无二价。谷食常贱，国用富饶。邻国使到其界首者，乘驿诣王都，至则给以金钱。其王常欲通使于汉，而安息欲以汉缯彩与之交市，故遮阂不得自达。至桓帝延熹九年，大秦王安敦遣使自日南徼外献象牙、犀角、玳瑁，始乃一通焉。其所表贡，并无珍异，疑传者过焉。
这段对大秦的记录中有两处可以与罗马相对应：一是“其王无有常人，皆简立贤者”，可能是在形容帝國之前的罗马共和国的共和主义。二是大秦王之名为“安敦”；延熹九年为公元166年，此时罗马皇帝为马可·奥勒留·安敦宁·奥古斯都，而奥勒留之养父及前任皇帝则名为安敦宁·毕尤（去世于161年），“安敦”这一译名可以与两位皇帝的拉丁文原名相对应。一种可能的解释是，该使节团于安敦宁在世时就已经出发，抵达东汉时已花费五六年，不知道安敦宁已经去世，仍称罗马皇帝为“安敦”。
《后汉书》也记载了东汉试图出访大秦的努力：西域都護班超於公元97年派遣部下甘英出使大秦；但甘英到達條支，在大海岸邊打算渡海前往大秦时，被“安息西界船人”以“海水广大”远行不易为理由所勸止。今人對於甘英最遠到達的地點有不同說法，“大海”可能是地中海、波斯灣、黑海或裏海；后世通常将其理解为中国所在大陆西边的大海。
此外，《三国志注》中引用的《魏略》也有对大秦的记载（见《三国志·魏书·倭人传》后裴松之注）：
大秦国一号犂靬，在安息、条支西大海之西，从安息界安谷城乘船，直截海西，遇风利二月到，风迟或一岁，无风或三岁。其国在海西，故俗谓之海西。有河出其国，西又有大海。海西有迟散城，从国下直北至乌丹城，西南又渡一河，乘船一日乃过。西南又渡一河，一日乃过。凡有大都三，却从安谷城陆道直北行之海北，复直西行之海西，复直南行经之乌迟散城，渡一河，乘船一日乃过。周回绕海，凡当渡大海六日乃到其国。国有小城邑合四百馀，东西南北数千里。其王治濵侧河海，以石为城郭。其土地有松、栢、槐、梓、竹、苇、杨柳、胡桐、百草。民俗，田种五谷，畜乘有马、骡、驴、骆駞。桑蚕。俗多奇幻，口中出火，自缚自解，跳十二丸巧妙。其国无常主，国中有灾异，辄更立贤人以为王，而生放其故王，王亦不敢怨。其俗人长大平正，似中国人而胡服。自云本中国一别也，常欲通使于中国，而安息图其利，不能得过。......

这段记录相比《后汉书》对于大秦的地理位置有更详细的记录。其中“迟散城”“乌迟散城”疑指埃及的亞歷山卓，去罗马城不远。

## 唐代记录
东汉以后，东西方文明交流进一步拓展。唐代贞观九年（635年），东方亞述教会（基督教聂斯托利派，中国称景教）的大德（主教）阿罗本率聂斯脱里派传教团从波斯抵达长安，为基督教入华之始。阿罗本可能是萨珊波斯人或拜占庭帝国叙利亚领地人，唐人最初称其所传教为“波斯景教”，教堂为“波斯寺”。而天宝四年（745）唐玄宗下令改教名为“大秦教”，“波斯寺”为大秦寺，日后长安景教徒在长安大秦寺（景教教堂）树碑纪念传教史，亦名为“大秦景教流行中国碑”。
此外，唐代也已经知晓罗马帝国后继者拜占庭帝国的存在，称之为“拂菻”。如玄奘著《大唐西域记》卷十一波剌斯国条所附西方诸国有“弗懔”，道世《法苑珠林》卷三九及所引《梁职贡图》作“拂懔”，慧超《往五天竺国传》作“大拂临”，杜环《经行记》、《隋书》、《旧唐书》等均称为“拂菻”。其中旧唐书和经行记均指出“拂菻國一名大秦”，可见唐人已经基本意识到“拂菻”和“大秦”是同一国度，二词可以互换；这一时期历史文献中“拂菻”的用例远多于“大秦”。对比玄宗改景教教名之事，可见此时“大秦”一词可任指西域大国，无论叙利亚还是波斯，更多是一种对异域的美称。

## 明代
以“大秦”一詞代表西域遥远大国的習慣直至16世紀末仍然存在，例如在《三才圖會》和《图书编》中所录的《四海华夷总图》上亦可看見“大秦”這一地名；但制图者已经不知道“大秦”和“弗懔”是一国二名，“大秦”与“弗懔”在地图上并列为两国，而“大秦”被单独画在大海之西。

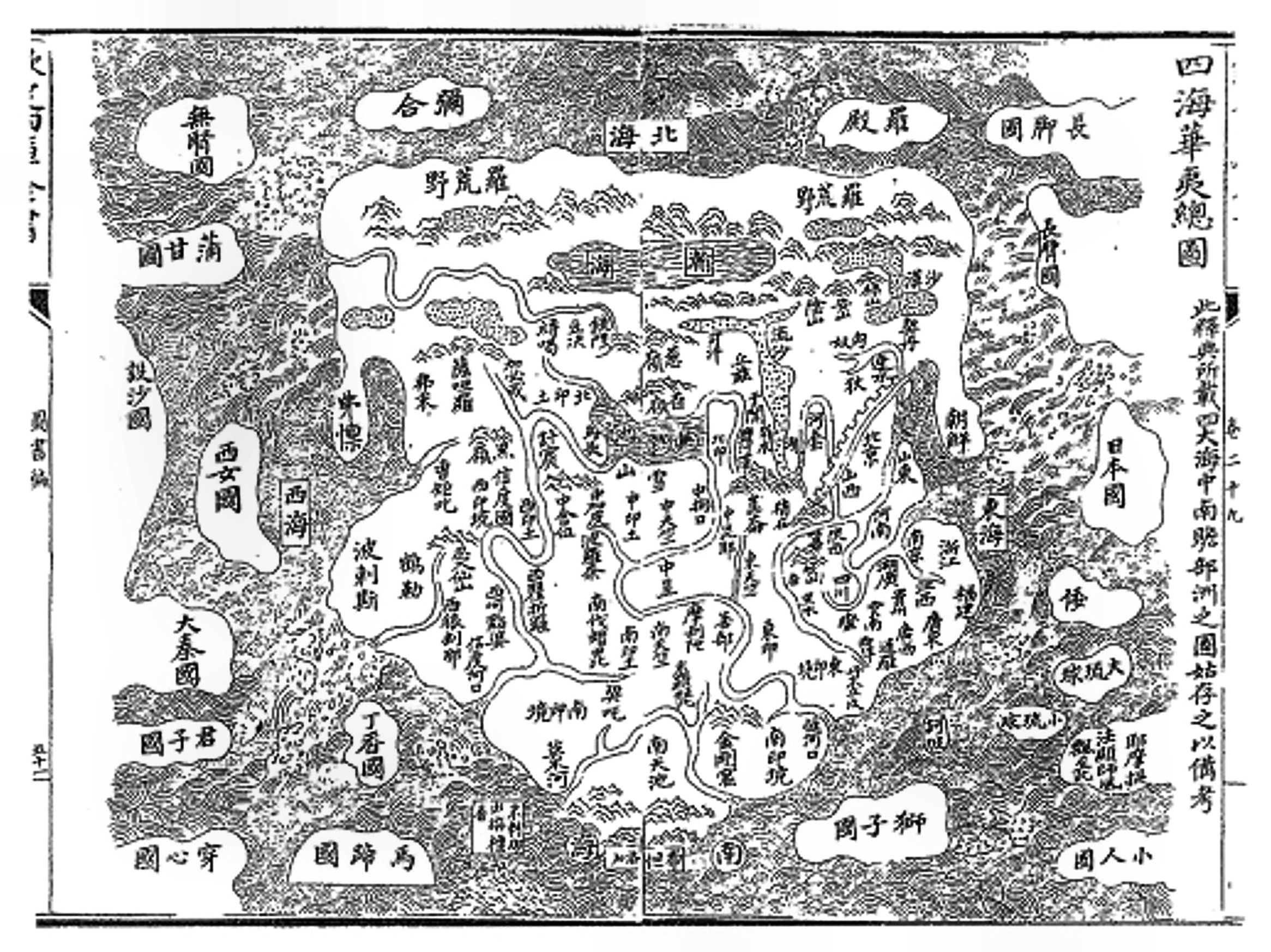
明朝地理书《图书编》中的四海華夷总图將大秦国置於西海之外

## 延伸阅读
[在维基数据编辑]
 《欽定古今圖書集成·方輿彙編·邊裔典·大秦部》，出自陈梦雷《古今圖書集成》
 《後漢書·卷88》，出自范晔《後漢書》
 《魏書·卷102》，出自魏收《魏书》
 《北史·卷097》，出自李延壽《北史》